# Pseudojanira meganesus
Pseudojanira meganesus är en kräftdjursart som beskrevs av Brian Frederick Kensley och Marilyn Schotte 2002. Pseudojanira meganesus ingår i släktet Pseudojanira och familjen Pseudojaniridae. Inga underarter finns listade i Catalogue of Life.